# Erklæringen om menneskets og borgerens rettigheder
Erklæringen om menneskets og borgerens rettigheder (fransk: Déclaration des Droits de l'Homme et du Citoyen, også kaldt Menneskerettighedserklæringen af 1789[kilde mangler]) blev vedtaget af den franske nationalforsamling 26. august 1789. I korthed handler de 17 artikler om frihed: religionsfrihed, menings- og ytringsfrihed og ret til at deltage i lovgivningsmagten. Der gælder lighed for loven, retssikkerhed i retsplejen og ret til at gøre oprør mod undertrykkelse. Ligeledes fastslår den ejendomsrettens ukrænkelighed. For at have stemmeret, og dermed være kvalificeret som aktiv borger, skulle man være en kaukasisk mand, 25 år, betale en bestemt mængde skat og ikke have nogen anden herre end en selv; slaveriet var ikke afskaffet i erklæringen, hvilket senere ledte til slaveoprør i den franske koloni Saint-Domingue. På denne måde var det kun omkring 4,3 millioner ud af en befolkning på ca. 29 millioner, der kunne stemme.[kilde mangler] Som modreaktion til, at kvinder ikke fik politiske rettigheder, skrev Olympe de Gouges i 1791 sin Erklæring om kvindens og medborgerindens rettigheder.

## Forhistorie
Erklæringen blev skrevet af den nyvalgte franske Nationalforsamling under ledelse af Mirabeau, i forsøget på at forhindre fremtidige optøjer som set den 14. juli og for at samle de forskellige befolkningsgrupper i den franske nation. Erklæringen er skrevet til ”alle medlemmer af samfundet” for at tage afstand fra den feudale samfundsorden og udbrede et fælles regelsæt for ret og frihed. Efter de skelsættende begivenheder i Versailles natten mellem 4. og 5. august 1789, da adelen og gejstligheden havde frasagt sig deres privilegier, gjaldt det om i den nye nationalforsamling at få vedtaget en udtalelse, der slog nogle principper fast for en ny styreform. I samråd med Jefferson skrev La Fayette så en tekst, der byggede dels på de franske oplysningsfilosoffer, dels på statsakter fra engelsk historie; artikel 1, 2 og 4 handler om borgerens naturlige friheder og rettigheder, som f.eks. udtrykkes som at man "fødes og forbliver lige i rettigheder"; man er altså ikke længere mere privilegeret end andre i form af ens stand. Yderligere begrænses brugen af de naturlige rettigheder "kun af, at de andre borgere sikres de samme rettigheder." Disse artikler er f.eks. inspireret af John Lockes ideologi om naturretten og frihed under ansvar, hvor fornuften er grunden til at mennesket er villige til at afgive naturretten og indgå i et samfund og opnå beskyttelse. Artikel 3, der handler om demokratiets indførsel er inspireret af John Locke og aspekter af Jean-Jacques Rousseau, hvor retten til valg af regent hviler hos folket. Artikel 10 og 11 handler henholdsvis om religonsfrihed og ytringsfrihed, inspireret af Voltaire og de amerikanske rettighedserklæringer fra 1770'erne. Artikel 12-17, handler om staten, hvor der f.eks. i artikel 16 beskrives et samfund hvor "rettighederne ikke er sikret" fordi "de bestemmende magter ikke er delt" Derfor er statens tredeling nødvendig. Inspireret af Montesquieus Om Lovenes Ånd (De l'esprit des lois) fra 1748 eller mere direkte John Lockes To afhandlinger om regering (Two Treatises of Government) fra 1690.

## Menneskerettighedserklæringen
Erklæringen er opbygget af en indledning som efterfølges af 17 artikler om de enkelte rettigheder. I indledningen udtrykkes forfatternes formål som "at fremsætte menneskets naturlige, uforanderlige og hellige rettigheder i en højtidelig erklæring". Dernæst erklæres vedtagelsen af den erkendende nationalforsamling og i nærværelse af ”det højeste væsen”. Den er således højstemt og idealistisk i tonen og præges af en bevidsthed om, at menneskeheden står ved en skillevej i sin historie. Det fremgår klart af teksten, at den havde gyldighed ikke bare for Frankrig, men «for alle folk, alle lande og alle tider».
Efter indledningen kommer artiklerne der kan deles op i tre afsnit:
- 1. Artikel 1, 2 og 4 omhandler borgeren
- 2. Artikel 3, 5-11 omhandler loven
- 3. Artikel 12-17 omhandler den nye stat

Det franske folks repræsentanter, konstituerede i nationalforsamlingen, har, i betragtning af at uvidenhed om, forglemmelse af og foragt for menneskerettighederne er de eneste årsager til folkenes ulykker og regeringernes korruption, besluttet at fremsætte menneskets naturlige, uforanderlige og hellige rettigheder i en højtidelig erklæring, for at denne erklæring altid kan være nærværende for alle medlemmer af samfundet og ustandselig minde dem om deres ret og deres pligter, for at lovgivningsmagtens og den udøvende magts handlinger til enhver tid kan sammenlignes med formålet for enhver politisk institution og således være mere respekterede, og for at borgernes krav i fremtiden kan hvile på enkle og uomtvistelige grundsætninger og altid medføre forfatningernes bevarelse og alles lykke.
Derfor erkender og erklærer nationalforsamlingen i det højeste væsens nærværelse og under dettes forsyn følgende rettigheder
1. Menneskene fødes og forbliver lige i rettigheder. Sociale forskelle kan kun begrundes med almenvellet.
2. Formålet for enhver politisk sammenslutning er at bevare de naturlige rettigheder. Disse er friheden, ejendomsretten, sikkerheden og retten til modstand mod undertrykkelse.
3. Grundlaget for al magt hviler hos folket. Ingen stand og ingen person kan udøve nogen autoritet, Som ikke udtrykkeligt stammer fra dette.
4. Friheden består i at kunne gøre det, som ikke skader næsten; brugen af de naturlige rettigheder begrænses kun af, at de andre borgere sikres de samme rettigheder. De grænser kan kun bestemmes ved lov.
5. Lovene kan kun forbyde handlinger, der er skadelige for samfundet. Hvad der ikke er forbudt ved lov, kan ikke forhindres, og ingen kan tvinges til at gøre, hvad der ikke er befalet.
6. Loven er udtryk for folkeviljen. Alle borgere har ret til personligt eller ved repræsentanter at bidrage til dens udformning. Den bør være lige for alle, både som beskyttelse og straf. Alle borgere, der er lige for loven, har lige adgang til værdigheder, embeder og offentlige hverv, alt efter deres kvalifikationer og uden andre forskelle end deres dyders og talenters.
7. Man kan kun anklages, arresteres eller tilbageholdes i de tilfælde, som loven fastsætter. De, der anmoder om vilkårlige ordrer og lader disse bringe til udførelse, direkte eller indirekte, skal straffes. Men enhver borger, der lovligt er stævnet eller grebet, skal øjeblikkeligt adlyde; ved modstand gør han sig skyldig.
8. Loven kan kun fastsætte de absolut nødvendige straffe, og straffe kan kun tildeles i kraft af love, der er udstedt før forseelsen og lovformeligt vedtaget.
9. Ethvert menneske er uskyldigt, indtil det er erklæret skyldigt; skønnes det uundgåeligt at arrestere det, straffes enhver hårdhed, som ikke er nødvendig for at sikre sig vedkommendes person, strengt ifølge loven.
10. Ingen skal forulempes for sine meninger – selv religiøse – forudsat at deres tilkendegivelse ikke forstyrrer den offentlige orden.
11. Den frie tanke- og meningstilkendegivelse er en af menneskets dyrebareste rettigheder; enhver kan tale, skrive og trykke frit, men skal ved misbrug af denne frihed stå til ansvar i de tilfælde, loven bestemmer.
12. Sikringen af menneskerettighederne kræver væbnet magt; denne styrke er oprettet til alles fordel og ikke til særlig nytte for den, hvem styrken er betroet.
13. For at opretholde den væbnede magt og for at dække administrationens udgifter er skat uundgåelig; den bør lignes ligeligt på alle borgere under hensyntagen til deres midler.
14. Alle borgere har ret til, selv eller gennem deres repræsentanter, at konstatere nødvendigheden af skat og frit at give deres samtykke dertil, at følge brugen, at bestemme skattebeløbet, skatteansættelsen, opkrævningen og varigheden.
15. Fra enhver embedsmand har samfundet ret til at kræve regnskab for hans embedsførelse.
16. Ethvert samfund, hvor garantien for rettighederne ikke er sikret, og de bestemmende magter ikke er delt, har ingen forfatning.
17. Ejendomsretten er hellig og ukrænkelig; den kan ikke berøves nogen uden at det offentliges vel, lovligt konstateret, tvingende kræver det og på betingelse af en retfærdig og forud aftalt erstatning.